# Пересек (ансамбль)

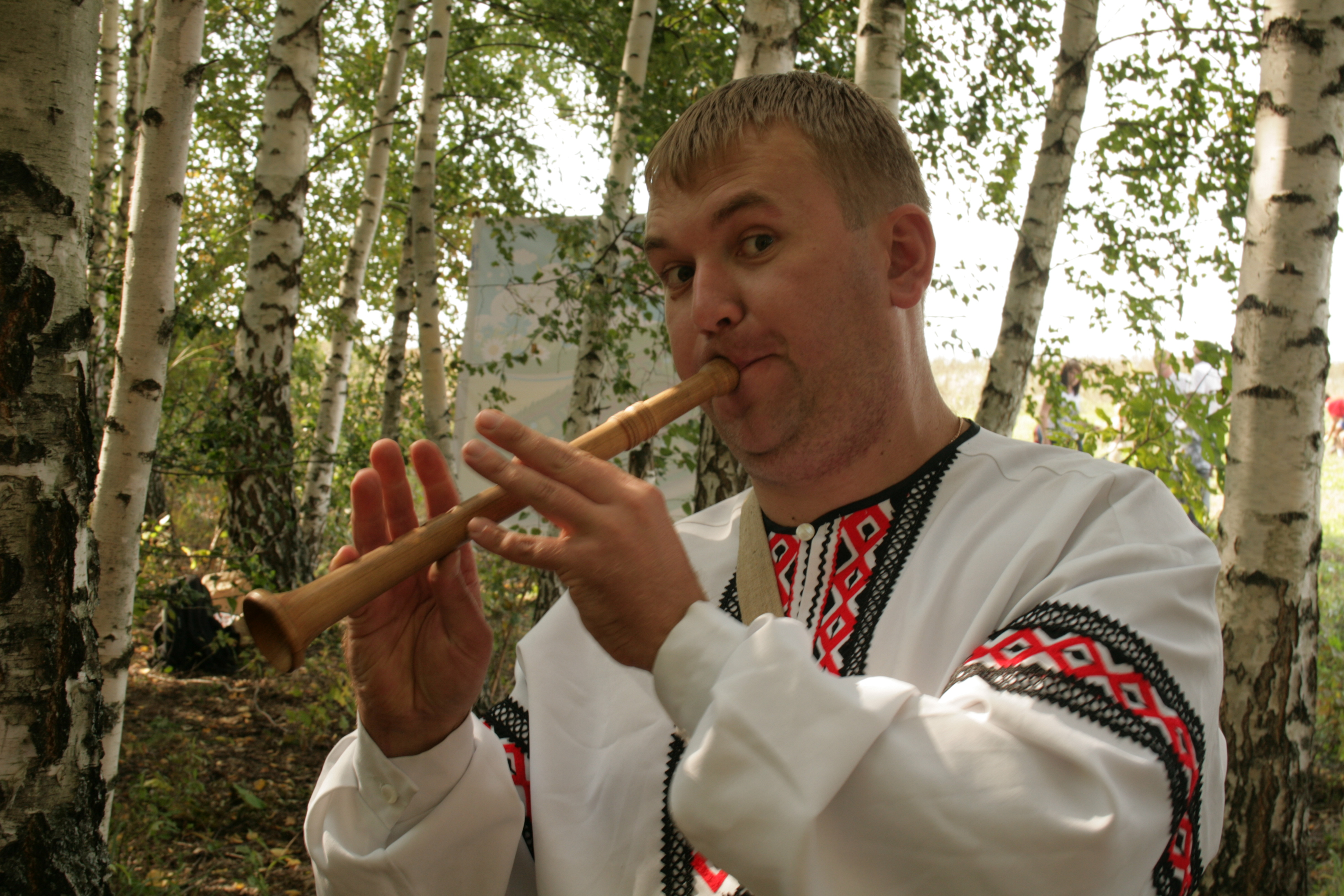
Рожок. Евгений Гуторов. 2012

Пересек — фольклорный ансамбль, основанный в 1988 году в Белгороде.
Ансамбль Белгородского государственного центра народного творчества «Пересек» исполняет уникальные песни юга России XVI—XIX веков, сопровождавшие некогда календарные праздники и обряды, а также звучавшие на традиционной русской свадьбе. В репертуаре есть и народные песни в современной обработке — фолк-музыка. Один из самых известных белгородских музыкальных коллективов.

## История
Ансамбль создавался по инициативе Ивана Ивановича Веретенникова — страстного любителя народной культуры Белгородской области и особенно песенной. Создавался он и сейчас существует при Белгородском государственном центре народного творчества. Название коллектив взял от   энергичной южнорусской пляски, называемой пересеком. Пересек — одновременное исполнение, двух (или нескольких) плясовых ритмов. Один исполнитель выбивает ногами один ритмический рисунок, а другой в это время, как бы пересекая этот рисунок, выбивает другой. Этот термин за пределами Белгородской области практически больше нигде не встречается. Сегодня молодёжный фольклорный ансамбль является единственным профессиональным коллективом, который сохраняет и пропагандирует уникальные образцы белгородского народного творчества.
Сегодня (2012) в коллективе поют 14 человек — преподаватели института искусств и культуры, сотрудники центра народного творчества, руководители школьных фольклорных ансамблей. Руководителем коллектива является Иван Николаевич Карачаров — кандидат искусствоведения, хормейстер, заслуженный работник культуры РФ. В декабре 2012 года И. Н. Карачарову за вклад в развитие народного творчества в номинации «Традиционная народная культура» вручена премия правительства Российской Федерации — «Душа России».

## Репертуар
В репертуаре ансамбля протяжные, лирические, хороводные, обрядовые, игровые песни Белгородско-Курского, Белгородско-Воронежского и Оскольского этнографических регионов. Репертуар собирается самостоятельно, коллектив — постоянный участник фольклорных экспедиций по сёлам Белгородчины. На основе собранных материалов формируется репертуар ансамбля, включающий в себя лучшие образцы народной музыки юга России: старинные песни, танцы, обряды.

## Деятельность
Концерты «Пересека» — это яркое зрелищное представление, знакомящее зрителей с традиционным народным творчеством Белгородской области. Участники ансамбля исполняют уникальные песни различных сёл края, опираясь на местную художественную традицию: особенности звукоизвлечения и тембра, ритма, мелодики, голосоведения. Ансамбль ведет большую просветительскую работу на радио и ТВ, готовя тематические передачи по народному творчеству.
«Пересек» занимает активную позицию в деле подготовки руководителей фольклорных коллективов и будущих педагогов по фольклору. Ансамбль является творческой лабораторией для руководителей фольклорных коллективов области, разрабатывая новые методики работы с фольклорным ансамблем и найденным материалом. Коллектив постоянно участвует в областных семинарах. В «Пересеке» проходят практику учащиеся Белгородского государственного института культуры и Белгородского музыкального училища. Выпущено уже несколько сборников народных песен, по которым идёт программное обучение.
Исследовательская, просветительская, методическая работа ансамбля получили высокую оценку ведущих фольклористов России. «Пересек» имеет множество грамот и благодарственных писем за сохранение и пропаганду народного творчества Белгородчины.
Сегодня «Пересек» является единственным молодёжным профессиональным коллективом, который сохраняет и пропагандирует уникальные образцы белгородского народного творчества, многие из которых уже навсегда ушли из активного бытования.